# هنري برانت
هنري برانت (بالإنجليزية: Henry Brant)‏ هو ملحن أمريكي، ولد في 15 سبتمبر 1913 في مونتريال في كندا، وتوفي في 26 أبريل 2008 في سانتا باربارا في الولايات المتحدة.

## وصلات خارجية
- هنري برانت على موقع IMDb (الإنجليزية)
- هنري برانت على موقع ميوزك برينز (الإنجليزية)
- هنري برانت على موقع ديسكوغز (الإنجليزية)